# Jacques Oppenheim
Jacques Oppenheim (Groningen, 3 maart 1849 - Den Haag, 6 oktober 1924) was een Nederlands rechtsgeleerde en een vooraanstaand lid van de joodse gemeenschap.
Hij werd geboren als zoon van Urie Oppenheim, oprichter van de Oppenheimbank te Groningen, en Betje Israels de Jongh. Op 25 juni 1879 huwde hij met Helena Paulina van Nierop. Ze kregen drie kinderen: Bertha Mathilde Oppenheim, die later trouwde met Moritz Polak, raadsheer in de Hoge Raad; Elsa Rachel Oppenheim, medewerker van de Leidse universiteitsbibliotheek en het Vredespaleis, gehuwd met Philipp Christiaan Molhuysen; en een zoon Adriaan Synco Oppenheim, die hoogleraar handelsrecht en burgerlijk procesrecht te Leiden zou worden. Jacques Oppenheim was een kleinzoon van de Groninger koopman Samuel Juda Oppenheim en een neef van drukker en uitgever Herman Isidor Oppenheim.
Na de Latijnse school in Groningen slaagde hij in 1872 aan de Rijkshogeschool Groningen voor zijn rechtenstudie. Van 1873 tot 1885 was hij gemeentesecretaris van Groningen. Hij schreef het standaardwerk Het Nederlandsch gemeenterecht. In 1885 werd hij benoemd tot hoogleraar in het staatsrecht, encyclopedie der rechtswetenschap en administratief recht te Groningen, als opvolger van zijn overleden promotor Bernardus Tellegen. In 1893 volgde hij J.Th. Buys op als hoogleraar aan de Universiteit Leiden. Oppenheim was lid van de afdeling Letterkunde van de Koninklijke Nederlandse Akademie van Wetenschappen.
Tussen 1907 en 1924 was hij lid van de Raad van State. De twee staatscommissies-Oppenheim die door hem werden voorgezeten hielden zich bezig met de evenredige vertegenwoordiging en de algehele herziening der Gemeentewet.